# Omelette au fromage
L'omelette au fromage est une des préparations culinaires devenue usuelles dans les pays de fromage, elle associe œuf et fromage aux côtés des œufs brouillés au fromage, des flans, fondues, soufflés, gratins, etc.
Depuis longtemps elle était une omelette normalisée de la vieille cuisine au Parmesan et/ou au Gruyère, puis avec les labels et les marques de fromage le monde de l'omelette au fromage devient au XXIe siècle aussi divers que celui des fromages.

## Dénomination
Les œufs au fromage sont une expression imprécise, selon les auteurs, chez François Marin (1758) des œufs Orsini au fromage de Gruyère, des œufs cocotte au fromage, des œufs au plat au four couverts de Parmesan, des œufs brouillés au fromage avec le nom de fondue quand la proportion de fromage est 1/3 du poids des œufs,), des œufs au gratin sur pain et fromage de Gruyère. Omelette Suisse est employé pour l'omelette au Gruyère. Omelette Villars pour la Gruyère-Parmesan.
Omelette est employé dans presque toutes les langues associé au terme fromage dans la langue locale: anglais cheese omelette sachant que "omelette au fromage" est usuel dans cette langue, allemand Käse-Omelette, espagnol tortilla de queso, italien omelette al formaggio, chinois 芝士蛋卷 (zhīshì dàn juǎn) omelette roulée au fromage (plat moderne souvent fait avec de la Mozzarella).

## Histoire

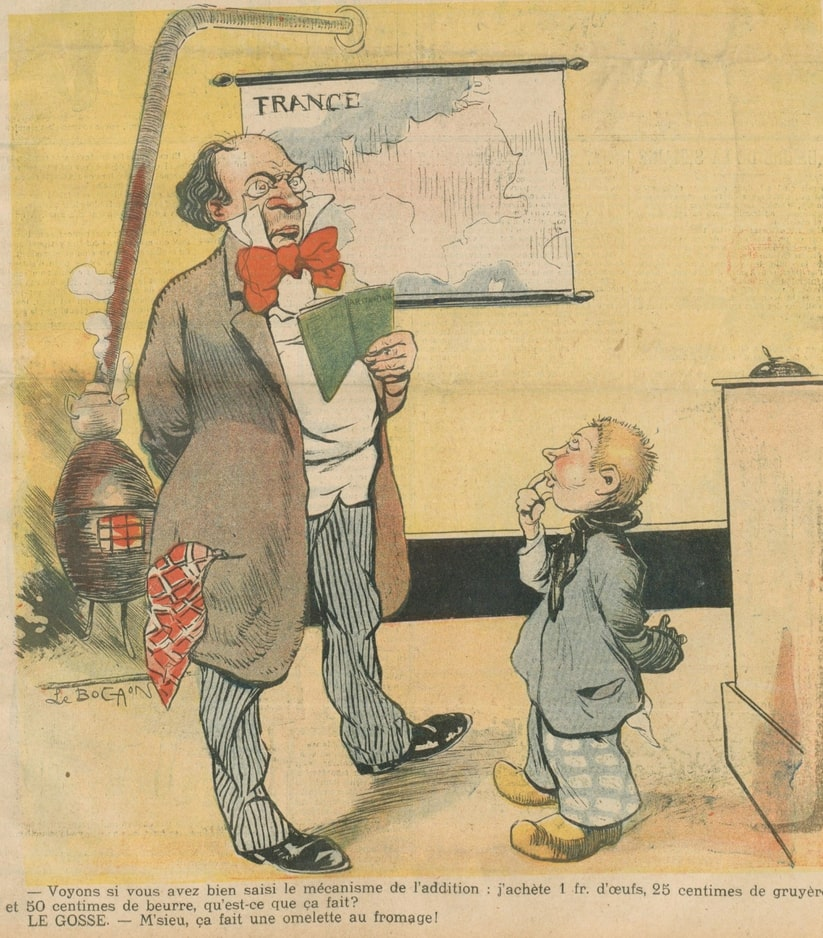
L'Addition: 1 Fr d'œuf + 25 ct de Gruyère + 50 ct de beurre = une omelette au fromage (Journal de Dreux. 30 novembre 1902).

François de La Varenne (1651) donne une recette d'œufs au fromage qui sont proches d'une omelette pliée, il les sert avec de la muscade. Pierre de Lune (1656) donne la plus ancienne recette en français avec le titre omelette au fromage: «Coupez fromage de Milan par petits morceaux, battez avec une douzaine d'œufs assaisonnez de sel, poivre, et la faites cuire dans une tourtière avec beurre et à petit feu, servez la toute chaude, mettez jus de citron». Dans l'édition de 1660 il précise Fromage de Milan (Parmesan). L'omelette au Gruyère est plus tardive, elle est donnée en 1828 dans La cuisinière des petits ménages («Râpez du fromage de Gruyère que vous battez avec des œufs dans une terrine; assaisonnez de poivre [ ] faites cuire à la poêle et servez chaud».) L'utilisation du Parmesan va rester une constante. A. Bautte, qui est une autorité, mélange 1/4 du volume des œufs avec du Gruyère râpé et un peu de Parmesan frais. Escoffier (1934) utilise 2 fromages: Gruyère et Parmesan et facultativement une cuillerée de crème, André Viard (1853) qui fait de même explique que le Parmesan râpé doit être mélangé avec les œufs puis battu et cuit, alors que le Gruyère coupé en petits cubes et posé sur l'omelette cuit avant pliage. Cette omelette va rester un classique invariant, le dosage est donné par Françoise en 1931: Omelette au Gruyère: 7,5 g pour 2 œufs de Parmesan mélangé aux œufs avant cuisson, et même poids de Gruyère en morceaux posé sur l'omelette avant pliage.
En 1936, Lyon Républicain écrit (Les bonnes omelettes) «les omelettes les plus simples et les plus courantes sont l’omelette au gruyère râpé, au parmesan, l’omelette aux croûtons». Paul Bocuse (1985) fait toujours son omelette au fromage avec le seul Gruyère (50 g pour 2 œufs).
Le Gruyère est fréquemment cité mais omelette au Gruyère est une expression rare tandis que Carème met à ses menus des Petites omelettes au Parmesan.

## Les omelettes au(x) fromage(s)

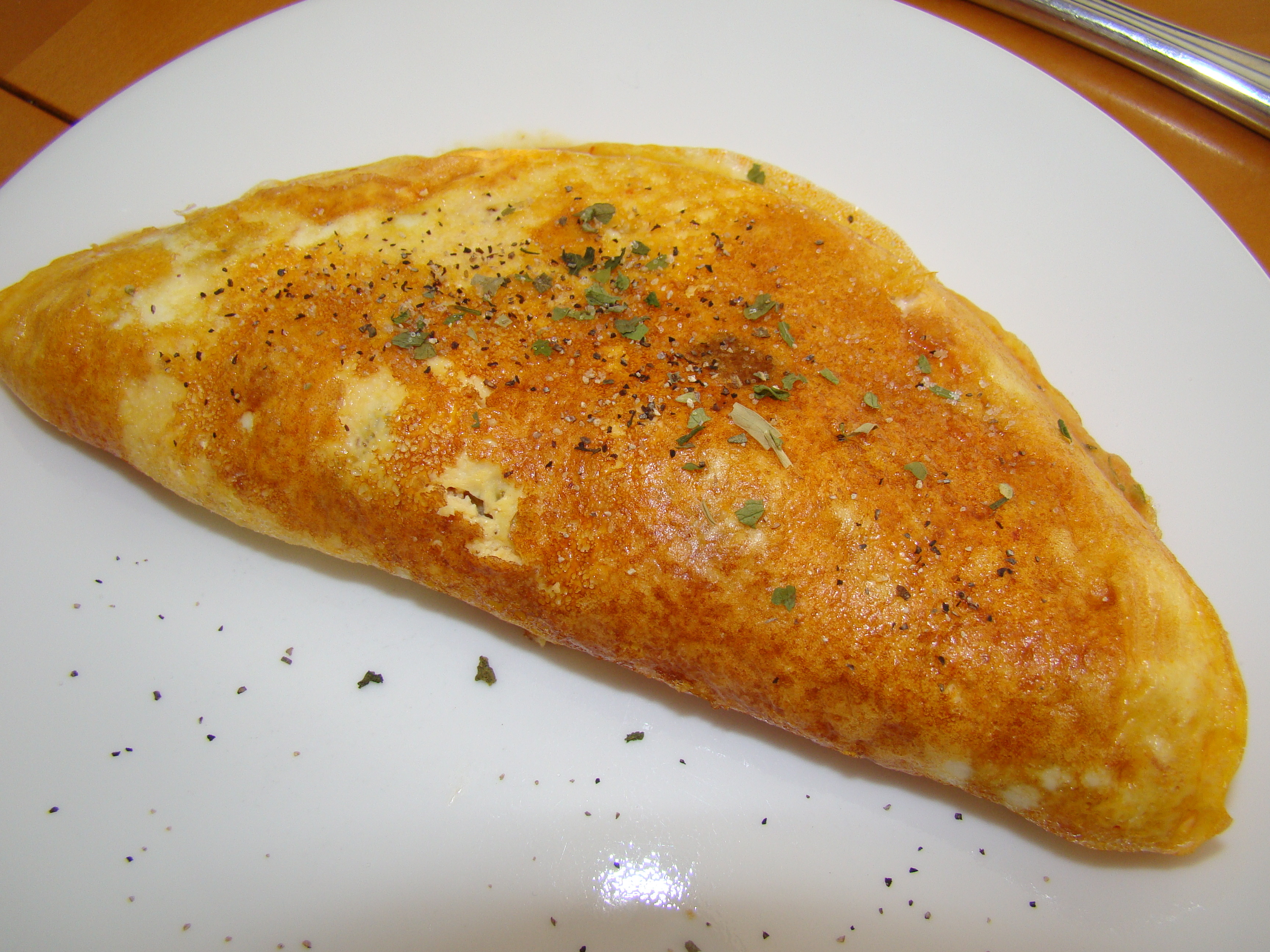
A. Bautte écrit que l'omelette au fromage doit «cuire vivement et être saisie».

De nos jours chaque fromage a son ou ses omelette(s). C'est tardivement que les omelettes avec un fromage déterminé (hormis Gruyère et Parmesan) apparaissent: 1955 au Cheddar, fromage générique aux États-Unis, 1957 au Camembert, 1999 l'omelette au broccio (l'auteur précise fromage de lait de chèvre). Mais rapidement elles deviennent majoritaires: En 2013, le New Yorker publie un dessin de Jack Ziegler où l'homme assis au comptoir demande avec suffisance: «Et le fromage de ton omelette ? Cheddar, Brie, Gouda vieilli, Morbier, Torta del Casar, Double Gloucester, Époisses, Shropshire blue ou American ?»(La Torta del Casar - fromage d'Estrémadure très crémeux et au goût fort - a une forme de tortilla, mais la tortilla à la Torta del Casar n'est pas référencée dans la littérature espagnole, et le Shropshire est un fromage qui a été créé vers 1970, rarement utilisé en omelette). Toutes ces omelettes sont des omelettes récentes.
Le dosage moyen du fromage est autour de 25 g pour 2 œufs, mais la dispersion est forte autour de cette moyenne, probable signe de la nouveauté des recettes, Michaël Alain (2019) met systématiquement 50 g pour 2 œufs (40 g pour le bleu), on trouve jusqu'à plus de 100 g pour des pâtes grasses avec peu de gout, et à peine 10 g pour les filants peu acide.

### Un seul fromage

#### Fromages à pâte fraîche
Kesolätt, omelette au fromage blanc (cottage cheese) est une spécialité nordique, en Suède 80 g de fromage frais pour 2 œufs donne une omelette crémeuse, Омлет с творогом (Omlet s tvorogom) russe 60 g pour 2 œufs, le mélange de fromage frais Philadelphia se dose à 112 g pour 2 œufs. Le mascarpone fait une frittata très riche on le rencontre tartiné sur l'omelette et aussi souvent dans les omelettes aux herbes amères (chicorée, pissenlit). L'omelette au petit-suisse (2 petits-suisses pour 2 œufs) typique des régimes minceur se fait en tartinant le petit-suisse sur l'omelette avant pliage.

omelette fourrée au fromage frais

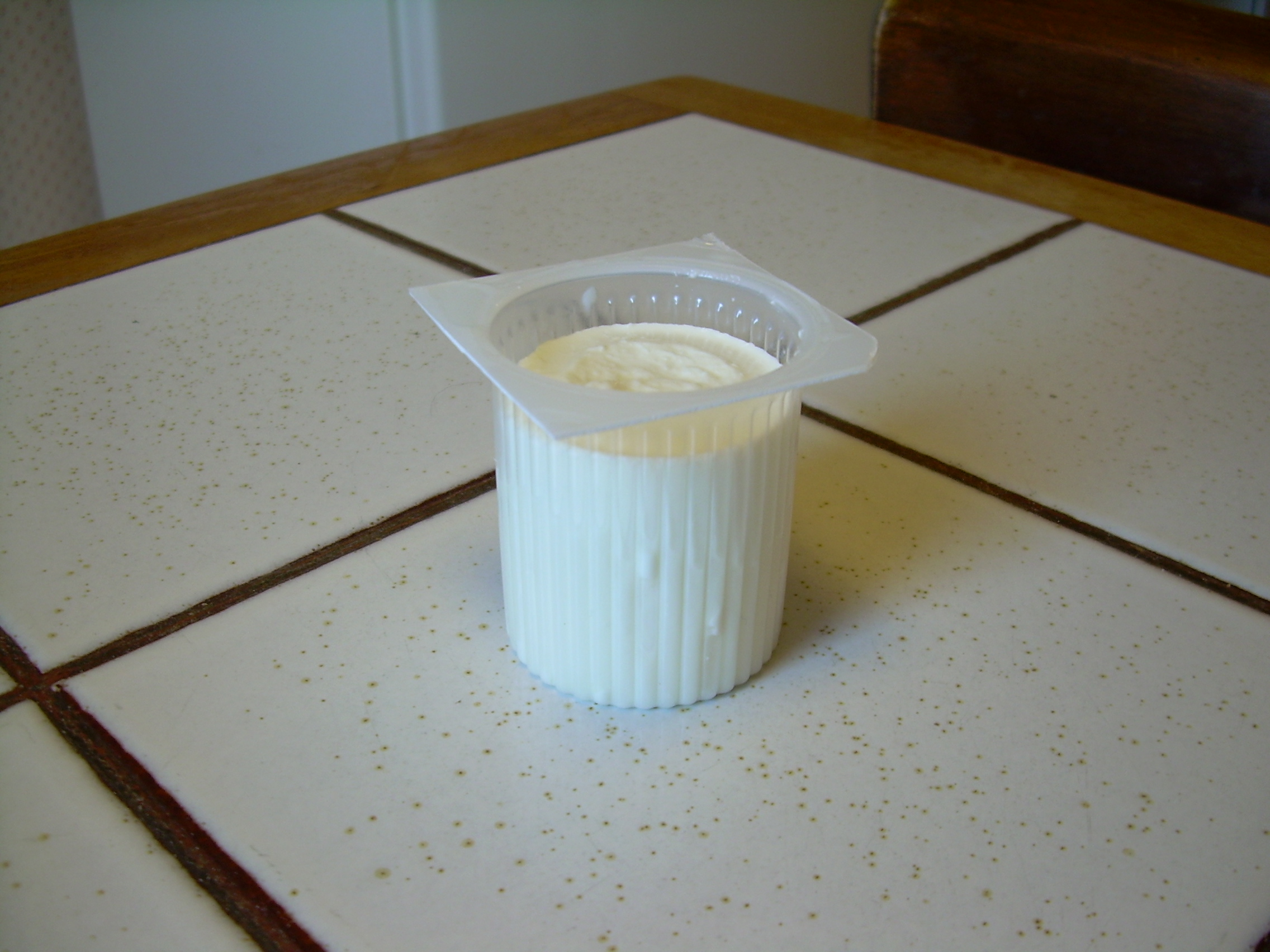
Omelette au petit suisse. Régime

Le Catupiry brésilien se rencontre dans des tortillas, le Paneer indien se travaille comme le fromage blanc, le Djathë i bardhë des Balkans (Albanie) dans des omelettes composées (avec légumes).
- Omelette à la grecque: omelette fourrée de tomates en morceaux, d'olives et de Feta (pâte pressée non cuite en saumure)[38].

#### Pâtes dures
Le Gouda affiné (50 g pour 2 œufs) et ses équivalents (Chihuahua, Teifi, Karikaas, etc.), l'Edam vieux comme le Parmesan interviennent souvent en complément, mais aussi râpés sur l'omelette avant pliage. Autre pâte pressée affinée le Old Amsterdam (puissant) se râpe 25 g pour 2 œufs (Omelet en Old Amsterdam Rasp), la Mimolette s'utilise avec la même proportion, le Cantal entre dans une spécialité auvergnate, l'Omelette brayaude avec pomme de terre et jambon cru.
Les pâtes dures doivent être râpées, c'est le cas du Sbrinz (20 à 25 g,), de l'Appenzeller, du Džiugas, du Pecorino, l'Estivaz, du Halloumi chypriote (chèvre-brebis demi-dur).

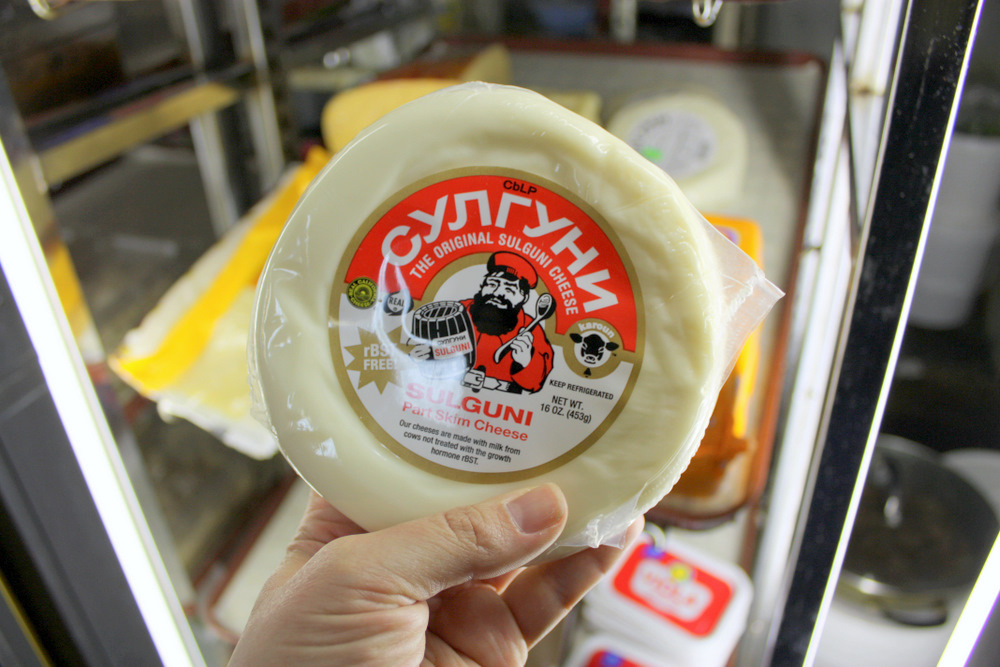
Sulguni aigre géorgien pour une omelette au pain et au fromage

Le Sulguni, fromage aigre géorgien : სულგუნი, სულუგუნი (sulguni, suluguni), dur se coupe en cubes avec un dosage fort 100 g pour 2 œufs on ajoute du pain qui adoucit cette omelette. Le Kaçkavall albanais s'émiette sur l'omelette.

#### Pâtes molles
Le Robiola di Roccaverano est fortement dosé à 75 g pour 2 œufs. Michaël Alain (2019) donne pour 2 œufs: 60 g de chaource, 50 g de camembert ou de Maroilles, le munster se dose à 40 g, 20 g pour 2 œufs avec le brie et la recette d'omelette au brillat-savarin qui était une spécialité de La Halte de l'Abbaye à Cluny.
Le rocamadour coupé en cubes de 1 cm d'arête se mélange aux œufs avant de les battre.
L'omelette aravisienne est une omelette au reblochon (60 g) crémée. On trouve des dosages très élevés pour l'omelette à la cancoillotte (pâte fondue) avec 125 g pour 2 œufs mais le dosage le plus courant est 30 g. Le vacherin fribourgeois se dose jusqu'à 70 g (cette omelette au vacherin contient traditionnellement beaucoup de pomme de terre).

Les omelettes au double crème comme le harvati danois sont souvent généreusement dosées (50 g), 35 g pour l'oltermanni de Finlande. 

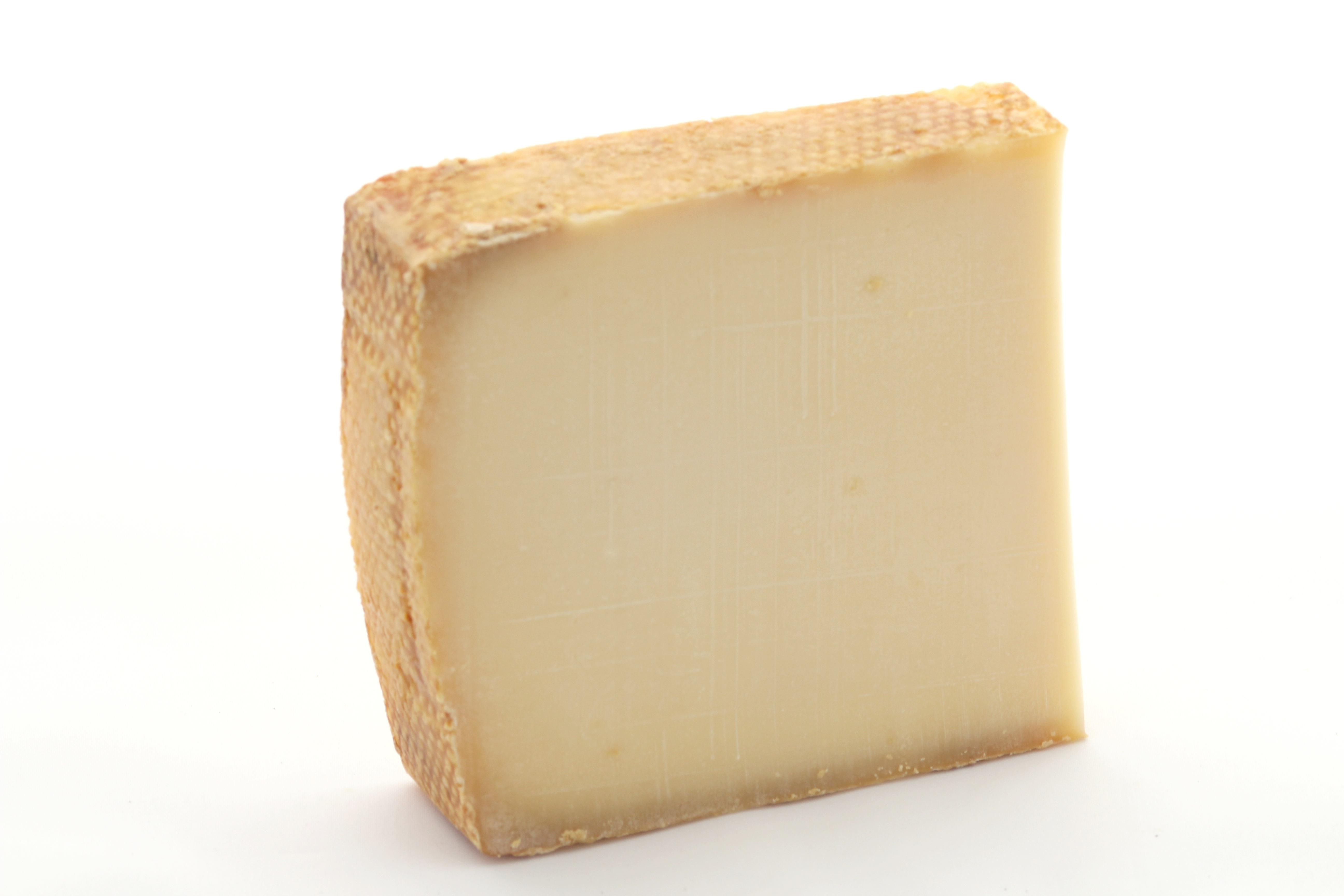
Gruyère, incontournable

#### Pâtes pressées demi-cuites et cuites
25 g pour 2 œufs s'applique au Beaufort qui est présent dans l'omelette savoyarde (avec pomme de terre et jambon de nos jours, aux croutons et au Gruyère dans la version ancienne - 1830) ,, au Manchego dans la tortilla au chorizo, à la Tome fraiche dans l'omelette auvergnate (avec pomme de terre et lard).
Le Comté (35 g pour 2 œufs) dans l'omelette comtoise, le fromage à raclette peut aller à 50 g pour 2 œufs dans l'omelette à la Saucisse de Vienne mais le dosage courant est 25 g pour 2 œufs.
À l'opposé l'Emmental (20 g pour 2 œufs dans l'omelette bernoise avec pomme de terre et oignon), le Gruyère dans l'omelette jurassienne (comme la bernoise mais avec du lard) sont peu dosés, le Saint Nectaire descend à 10 g pour 2 œufs. Le Cheddar demi fondant commun dans l'omelette nord américaine (10 g pour 2 œufs, 30 g pour 1 œuf d'autruche), l'Abondance (10 g pour 2 œufs) sont les moins dosés.
Le Leerdamer fondant se pose sur ou sous l'omelette chaude.

Parmigiano Reggiano, le plus ancien et le plus constant dans l'omelette au fromage

#### Pâtes filées et Lactosérum
La Mozarella (40 g pour 2 œufs) coupée en cubes est mélangée aux œufs battus avant cuisson, en Italie cuisson des 2 côtés en frittata. Le Çeçil  Chechil est une sorte de mozarella étirée (on dit fromage ficelle) d'Arménie et de Géorgie, on en fait une omelette après l'avoir trempé et fondu.
Le Brocciu, la Ricotta, le Serac donnent des omelettes moelleuses qui demandent à être condimentées (herbes, champignons, etc.). L'omelette au Requeijão (Portugal) se condimente aussi et est faiblement dosée en fromage.

#### Pâtes persillées
Ces fromages se posent en cubes, en copeaux, émiettés sur l'omelette cuite avant pliage, Gorgonzola, le Stilton (50 g pour 2 œufs), le Cabrales des Asturies, le Danublu, le bleu d'Auvergne (25 g). Le Sassenage ou Bleu du Vercors se dose à 20 g. La fourme de Montbrison était dosée de même au Restaurant Troisgros (Michel Troisgros servait aussi une omelette soufflée sur laquelle il posait 8 apéricubes de La Vache qui Rit - fromage fondu - avant de la plier) et celle à la fourme d'Ambert est très peu dosée (10 g). Roquefort Société préconise de cuire ensemble le fromage en cubes (20 g) et les œufs et ensuite de décorer l'omelette d'une quantité égale de cubes de fromages. Il faut plier rapidement après que le fromage a pris le temps de chauffer (notamment l'Amish blue).

#### Omelette Lapeyrière
On doit à Louisette Bertholle (1972) d'avoir publié cette omelette soufflée du Grand Hôtel de Roquefort sur Soulzon cuite au four en 2 étapes; après cuisson d'une couche d'appareil à omelette soufflée on étale un mélange homogène de Roquefort (15 g) et de beurre (10 g pour 2 œufs) qu'on couvre d'une seconde couche d'appareil à omelette soufflée, le tout passé au four (190 °C 375 °F). Elle ne porte pas le nom d'omelette au Roquefort. Le Roquefort est la première AOC de fromage (1925) pourtant l'omelette au Roquefort n'apparait qu'en 1958 dans Cuisine de France et du monde de Mapie de Toulouse-Lautrec, en 1959, Chérie and Robert Charles la font remonter à 1952 (l'omelette qui aurait été faite avec le seul fromage qui restait dans un restaurant de Gourdon) et en donnent la recette avec l'énorme quantité de 75 g de Roquefort pour 2 œufs et de la crème. Ensuite Jean Ferniot (1980) l'attribue à la tradition culinaire du sud-est du Rouergue, on ne saurait trop romancer.

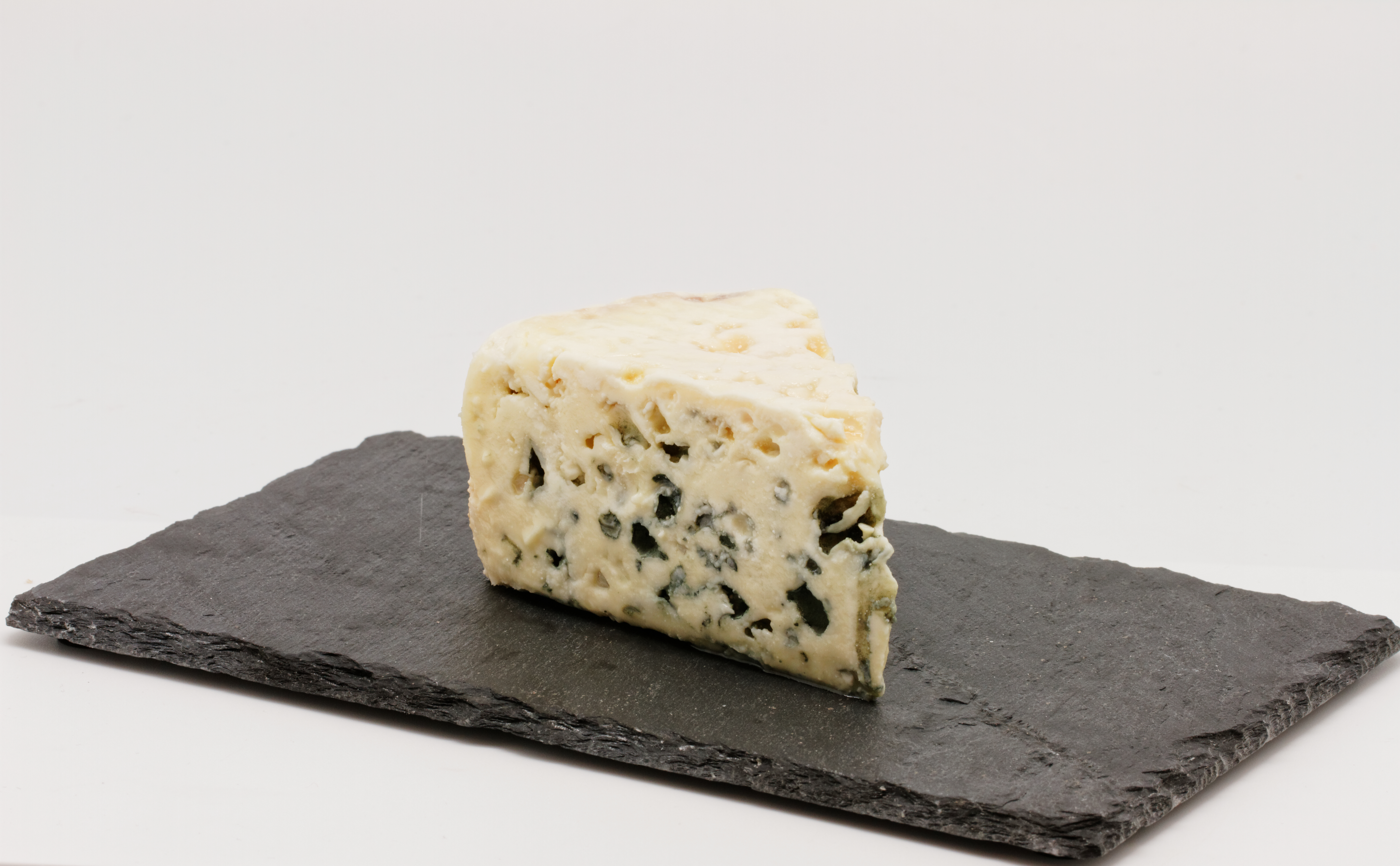
Roquefort

### Fromage aromatisés
Ils apportent leurs gouts à l'omelette. Par exemple, le Liptauer hongrois au paprika, Leslie Gogois (2007) mélange Boursin aux fines herbes avec de la Feta dans son omelette au Boursin, et en l'absence de Munster au cumin l'omelette se fait au Munster (30 g pour 2 œufs) et au cumin moulu.
Les nombreux fromages fumés, depuis le Gouda fumé, le Cheddar fumé canadien, aux fumés d'Europe centrale (Vareš, Olovo, Tuzla, Tounjski, Prgica, etc.) s'ajoutent une fois l'omelette cuite, on leur donne juste le temps de fondre et de libérer leur intéressant parfum. Enfin la mode étant de pimenter le Nidle-Chäs mit Chili mélangé au fromage à Raclette se pratique de nos jours en Suisse sous le nom d'omelette française au fromage.

### Deux fromages et plus

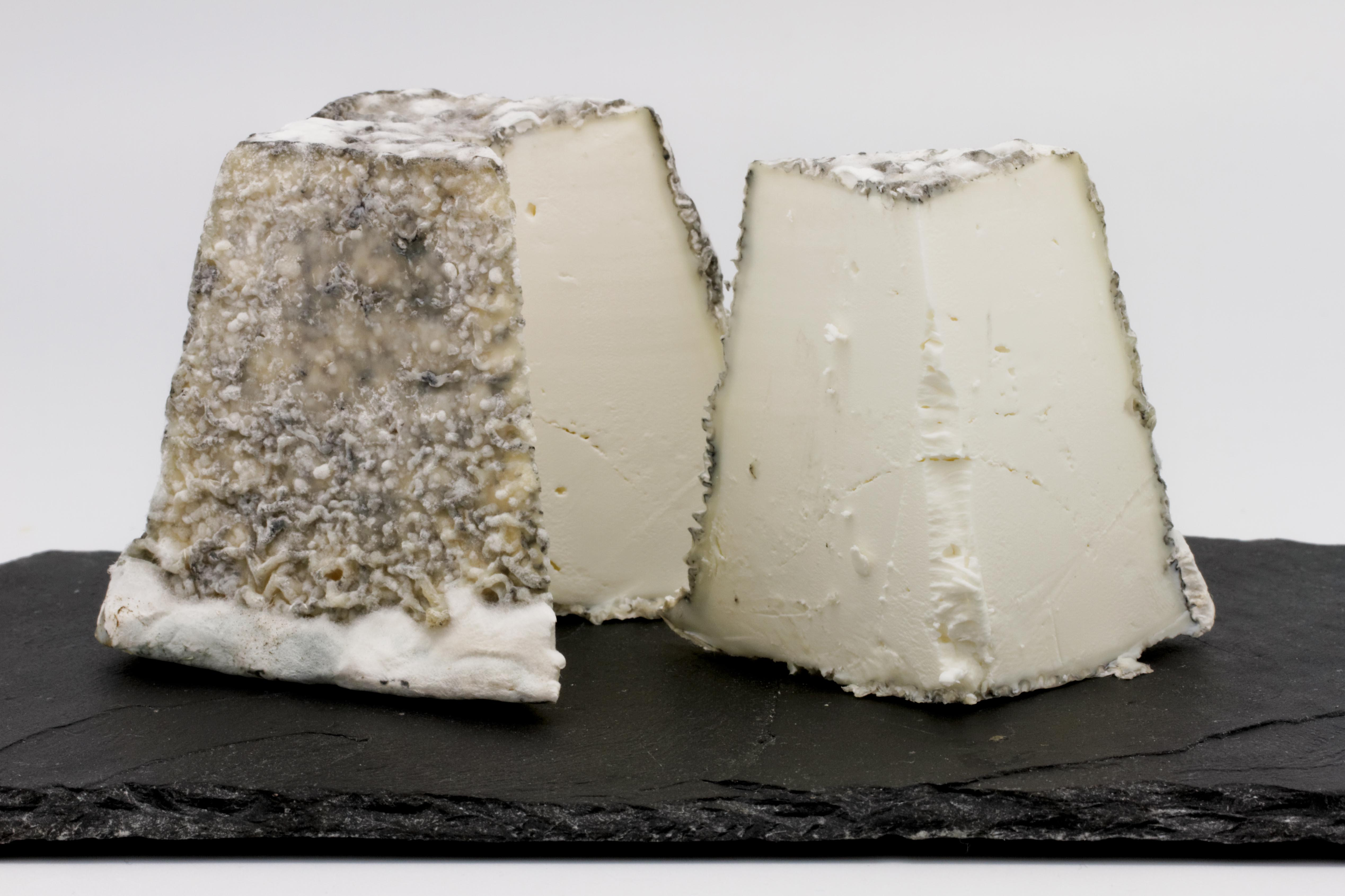
Valençay

Mascarpone-parmesan font oublier l'acidité de la frittata à l'oseille. Emmental-Valençay dans un appareil à omelette servi chaud en muffins, Feta et Kefalotyri (omelette au four avec nombreux légumes tomate, poivron, oignon, etc.).
Omelette aux 3 fromages: Gruyère, Stilton, fromage de chèvre. Omelette aux 4 fromages: Mascarpone, Brie, Parmesan et bleu. Omelette aux 6 fromages chez Tucker's à Cincinnati (Cheddar, Suisse, Provolone, Américain, Mozzarella et Asiago).

## Variantes
- La quesadilla est une tortilla de maïs au fromage mexicain (fromage à pâte filée, proche de la mozzarella)[111].
- Le site du fromage norvégien Jarlsberg (pâte douce et mole) donne la recette du kuku sabzi (sorte de flan très riche en herbes typique de la cuisine iranienne) avec du fromage norvégien (25 g).
- Hrudka, cirak, sirok, sirecz sont des noms différents pour le fromage aux œufs cuits, slovaques, servi pour Pâques[112].
- Le potage à l'omelette au Gruyère est une omelette au gruyère coupée en lanières dans un consommé chaud de volaille ou de viande, décoré de cerfeuil[113].
- L'Omelette sauce au fromage est une omelette nature couverte d'une sauce Mornay riche en fromage et de dés de cèleri cuit[114].

### Omelette plate ou suisse
- et l'Omelette Suissesse est chez A. Bautte une omelette fourrée de la même sauce Mornay consistante au Gruyère et au Parmesan (pas trop chauffée écrit-il), on fait une incision sur l'omelette fourrée pour y verser le reste de Mornay. Cette omelette est servie entourée de croutons[115].

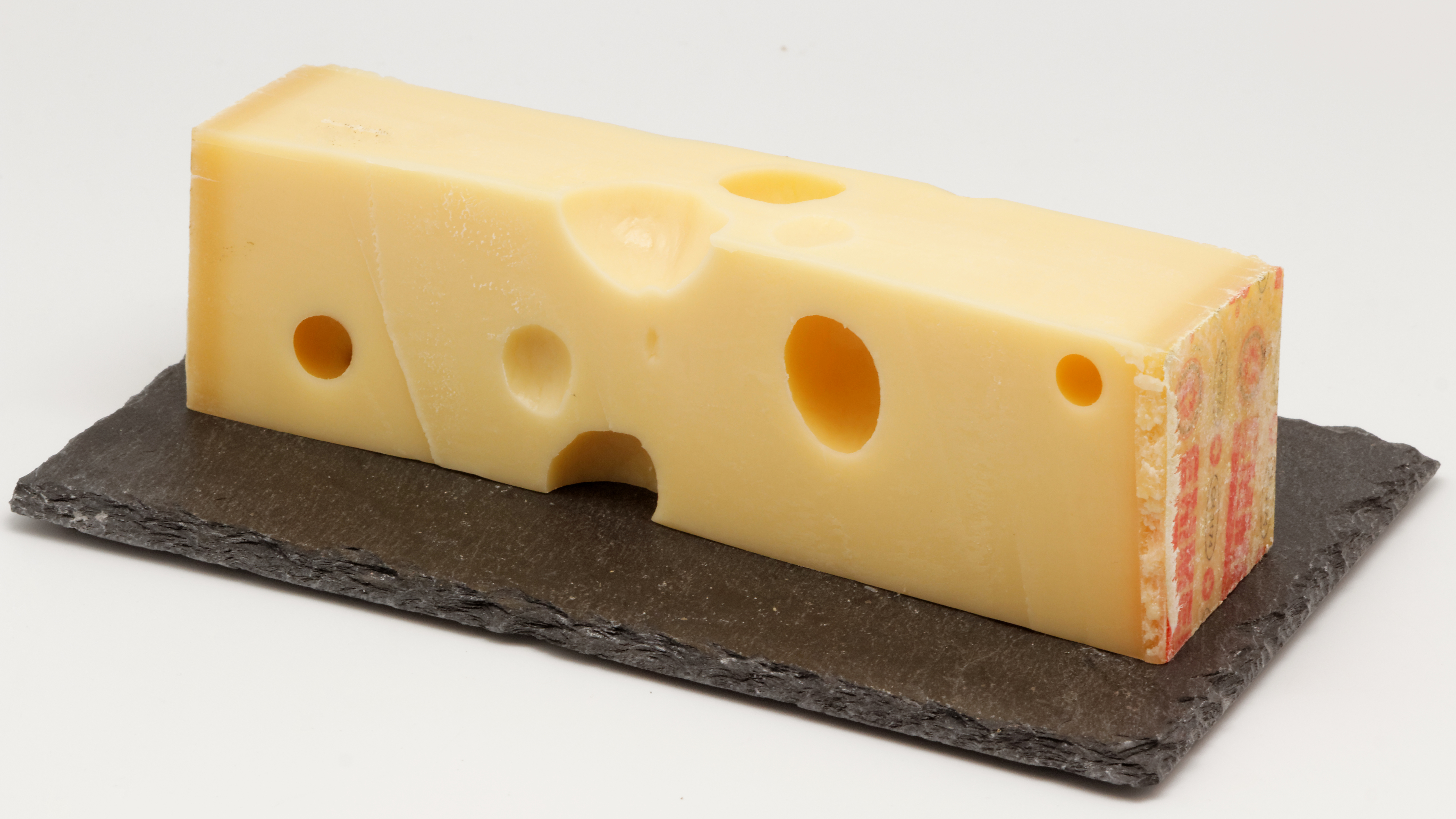
L'Emmental est le fromage de l'Omelette à la Suissesse

- L'Emmental est le fromage de l'Omelette à la SuissesseL'Omelette à la Suissesse est chez Escoffier une omelette simple dans laquelle on mélange aux œufs 30 g pour 2 œufs d'Emmental et un peu de crème. Il lui donne une forme de crêpe[116]. L'Emmenthal est remplacé par du Gruyère dans une version publiée dans la presse en 1951[117]. C'est une constante des omelettes Suisse ou Suissesse d'être plates, Michel Maincent-Morel (2015) la nomme «Omelette plate suissesse», il fait une omelette à l'Emmental qu'il tartine de crème et d'emmenthal râpé avant de la gratiner au four, bien à plat[118].
- En principe l'omelette au Gruyère se nomme Omelette Suisse. Chez Prosper Salles et Prosper Montagné: «Omelette Suisse - Saupoudrer les œufs de fromage de Gruyère en les battant. Faire l’omelette plate»[119]... Mais on lit aussi sous des signatures moins professionnelles que c'est une omelette à l'Emmental et à la crème[120], au Gruyère-Parmesan persil[121], voir au Parmesan[122].

## Que boire avec l'omelette au fromage?
Enrico Bernardo écrit (2020) «La saveur de l'œuf est à la fois intense et persistante : il faudra donc lui opposer un vin désaltérant, mais capable de résister au gras de l'omelette [au fromage]. On évitera soigneusement tous les rouges : leurs tanins créent en présence de l'œuf une amertume en bouche très désagréable. Les blancs s'imposent à l'évidence». Le Larousse des vins se limite à des chardonnay et du savagnin du Jura. Les blanc italiens se signalent pour leur fraicheur originale: Cépage Novello, dans le Cuneo, sauvignon blanc, l'argentin sec («petit vin de Mendoza pas piqué des vers» avec une omelette au fromage de brebis), un claret avec la mimolette, en Espagne on aime un Merlot avec la Tortilla de queso, etc.
Pour les omelettes aux fromages locaux on renverra à l'association des vins et des fromages (Munster-Gewürztraminer; Mont d'Or - vin jaune du Jura;  ou Savagnin, etc.), Bugey blanc, Bourgogne blanc etc.. Louisette Bertholle sert un bourgogne rouge avec l'omelette Lapeyrière soufflée au Roquefort, il est fréquent d'y associer des blanc secs jeunes (Irouléguy, Pacherenc du Vic-Bilh, Haut-Montravel). D'après Victoria Moore il n'y a que 3 fromages compatibles avec le vin rouge: le vieux Gouda, le Saint Nectaire et le Brebis des Pyrénées.

## Anthologie
- Lê, Thị Tuyền. Sách nầu đố tây (Livre de cuisine occidentale). Saigon, 1932. Amusante traduction phonétique de l'O-mo-let fo-mach[133].

« Ô-MO’-LËT PHO-MÁCH (Omelette au fromage) Bâp trirng gà chung vói 75 cà-ram phô-màch mài, nêm muoi tiêu và cüng làm y nhir món omelette au naturel. [Mélangez des œufs de poule avec 75 de crème, du fromage râpé, assaisonnez de sel et de poivre, et faites comme l'omelette au naturel.] »

- Alexandre Dumas, Impressions de voyage: Suisse, Vol. 1. Paris. Michel Levi, 1851[134]. L'omelette ratée servie à Dumas est plate comme il se doit en Suisse.

« (la jeune fille du restaurant) Oh! quant à ce qui est de l'omelette, nous en faisons tous les jours, et, Dieu merci! les voyageurs ne s'en plaignent jamais.
- Nous verrons bien !
La fille alla faire son omelette : dix minutes après elle apporta une espèce de galette plate et dure qui couvrait toute la superficie d'un énorme plat. Dès le premier coup d'œil je vis que nous étions volés; je n'en découpai pas moins la chose, et j'en servis un morceau à chacune de ces dames; elles y goùtèrent du bout des lèvres, et repoussèrent aussitôt leur assiette: je tentai la même épreuve; mes prévisions ne m'avaient pas trompé: autant aurait valu mordre dans une courte-pointe [pièce de tissus épais].
- Eh bien ! dis-je à la fille, votre omelette est exécrable, mon enfant.
- Comment cela peut-il se faire ? on y a mis tout ce qu'il fallait. - Qu'en dites-vous mesdames ?
- Mais nous disons que c'est désespérant, et que nous mourons de faim !
Dans les cas désespérés il faut donner quelque chose au hasard. Ces dames veulent-elles que j'essaie de leur en faire une? [ ]
...N'entendant aucune félicitation, je levai les yeux : la société était stupéfaite [ ]. Par malheur, l'omelette se trouva excellente. Les dames la mangèrent jusqu'au dernier morceau. »